# منطقه فلگریا

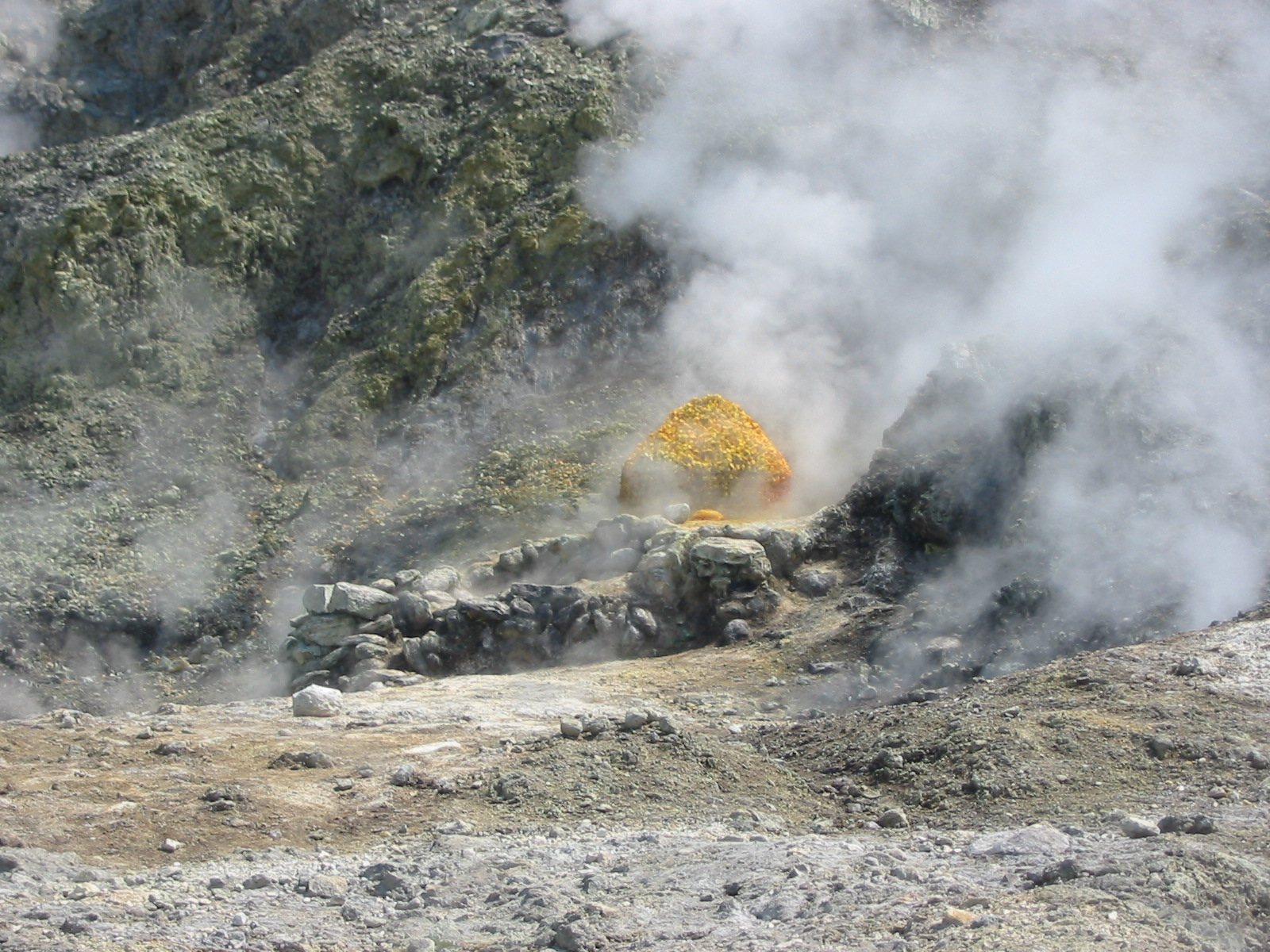
گوگرد در سولفاتارا

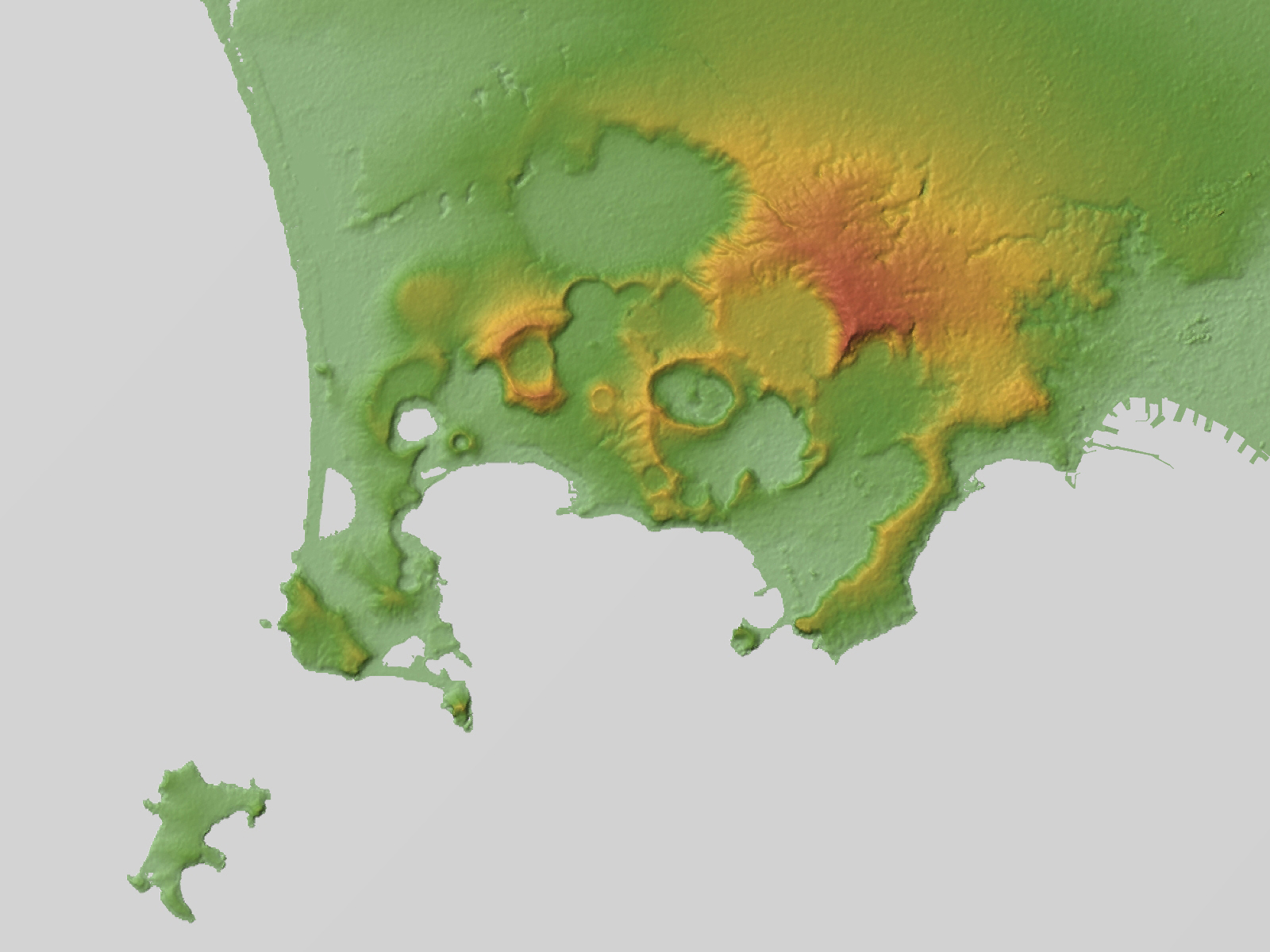
نقشه ناهمواری‌ها

منطقه فلگریا (ایتالیایی: Campi Flegrei [ˈkampi fleˈɡrɛi]؛ ناپولی: Campe Flegree، از یونانی φλέγω phlego، «سوزاندن») آتشفشان بزرگی است که در غرب ناپل، ایتالیا قرار دارد. این آتشفشان در سال ۲۰۰۳ به عنوان یک پارک منطقه‌ای اعلام شد. منطقه کالدرا از ۲۴ دهانه و بنای آتشفشانی تشکیل شده‌است که بیشتر آنها زیر آب قرار دارند. همچنین در دهانه سولفاتارا، خانه اساطیری خدای آتش رومی، وولکان، گازها به‌طور پراکنده پخش شده‌اند. این منطقه توسط رصدخانه وسویوس نظارت می‌شود.